# Погребное (Сокольский район)
Погребное — деревня в Сокольском районе Вологодской области.
Входит в состав Чучковского сельского поселения, с точки зрения административно-территориального деления — в Чучковский сельсовет. Расположена к северу от автодороги А123.
Расстояние по автодороге до районного центра Сокола — 86 км, до центра муниципального образования Чучкова — 4 км.
По данным переписи в 2002 году постоянного населения не было.

2 октября 2023 года в состав Погребного была включена деревня Билино.
1. ↑  Всероссийские переписи населения 2002 и 2010 годов
2. ↑  Закон Вологодской области № 1121-ОЗ от 06.12.2004 «Об установлении границ Сокольского муниципального района, границах и статусе муниципальных образований, входящих в его состав» (недоступная ссылка)
3. ↑  Данные переписи 2002 года: таблица 2С. М.: Федеральная служба государственной статистики, 2004.
4. ↑  Постановление Правительства Вологодской области от 02.10.2023 № 1123 "О преобразовании населенного пункта Сокольского района Вологодской области". Дата обращения: 9 октября 2023. Архивировано 12 октября 2023 года.